# Jazz punk
Le jazz punk est un sous-genre du jazz et du punk rock, dans lequel sont fusionnés des éléments de jazz. Des groupes comme The Plot to Blow Up the Eiffel Tower, Nomeansno, Television, The Minutemen ou les Bérurier noir sont les premiers groupes punk à avoir utilisé des éléments de jazz.

## Histoire

### Années 1970
En 1970, The Stooges, considérés comme la formation fondatrice du punk américain, enregistrent l'album Fun House, où le saxophoniste Steve MacKay improvise en free jazz sur le mur sonore établi par le groupe.
Patti Smith, qui tente (sans succès) de collaborer avec Ornette Coleman, et Television, permet le développement d'un genre de punk d'improvisation orienté vers le jazz. Lol Coxhill enregistre également avec The Damned. Dans le Maine, The Same Band se structure comme groupe de jazz punk, et devient actif entre 1977 et 1980,.

### Années 1980–1990

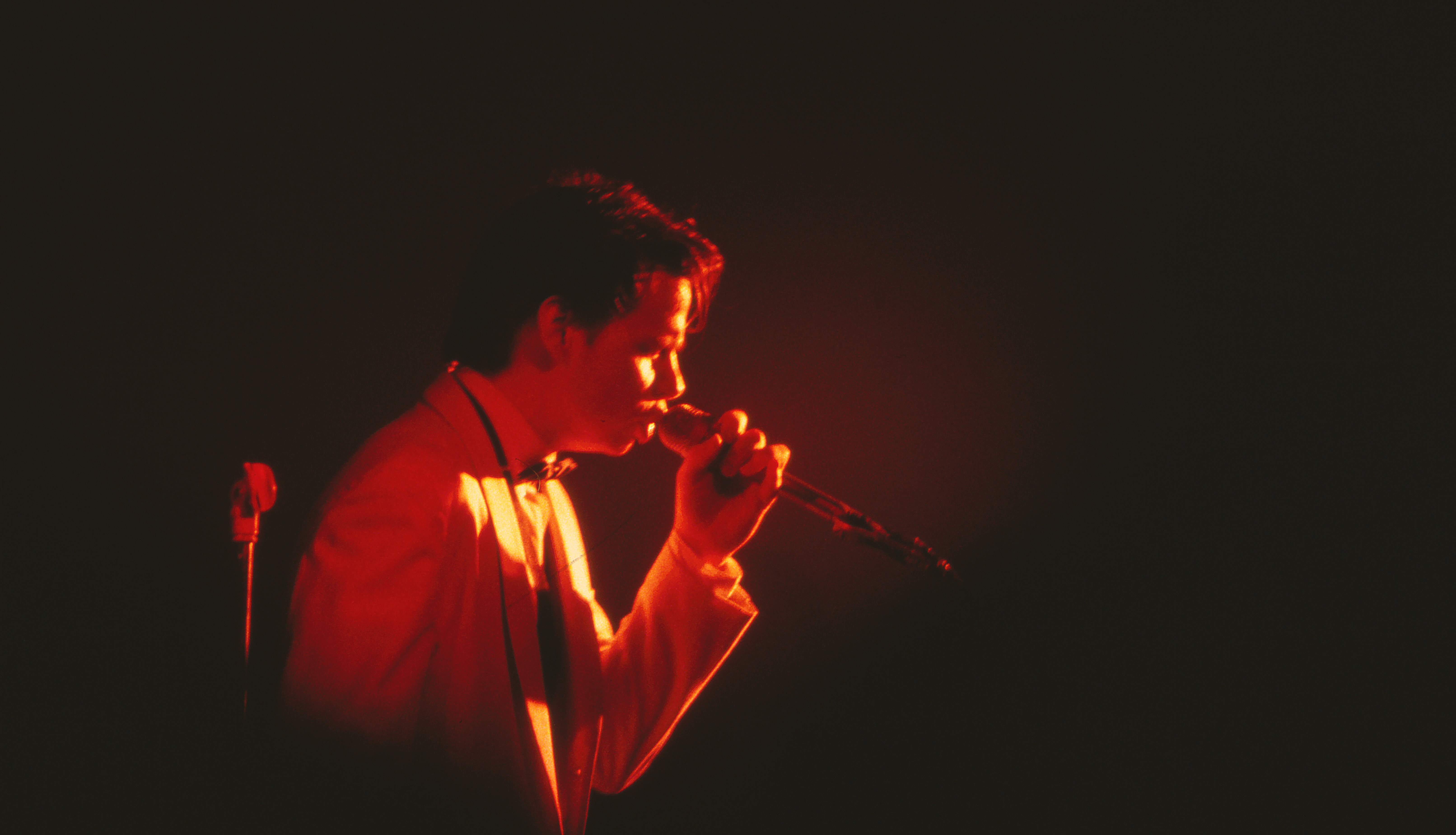
James Chance à Berlin, 1981.

À Londres, The Pop Group commence à mélanger free jazz et dub reggae à leur style de punk rock. Nick Cave explique que la chanson de The Pop Group, We Are All Prostitutes, a particulièrement inspirée son groupe The Birthday Party. À New York, la no wave s'inspire directement du free jazz et du punk. Des exemples de ce style incluent Queen of Siam de Lydia Lunch, le style de James Chance and the Contortions, un mélange entre soul et free jazz et punk, Gray, et les Lounge Lizards, le premier groupe à s'autoproclamer « jazz punk ». Bill Laswell deviendra une figure importante du jazz punk (grâce à son inspiration du dance-punk, dub et autres genres) avec son groupe Material, qui mélange funk-jazz et punk, et l'un de ses autres groupes, Massacre, qui fait usage de rock agressif d'improvisation. Laswell devient membre des groupes Last Exit, et Pain Killer. James Blood Ulmer a également des liens avec la no wave.
Bad Brains, connu pour avoir établi les rudiments du style hardcore, se lance dans le jazz fusion. Le guitariste Joe Baiza exécute son propre mélange de punk et free jazz avec Saccharine Trust et en particulier avec Universal Congress Of, un groupe inspiré des chansons d'Albert Ayler. Greg Ginn de Black Flag commence également à incorporer des éléments de free jazz dans ses morceaux de guitare, et notamment dans l'EP instrumental de Black Flag The Process of Weeding Out, sorti en 1985. Henry Rollins soutient le free jazz en faisant paraître les albums de Matthew Shipp sur son label 2.13.61 et en collaborant avec Charles Gayle. The Minutemen s'inspirent du jazz, du folk et du funk, et Mike Watt du groupe explique s'inspirer de John Coltrane.
Le punk australien est particulièrement ancré dans la tradition jazz punk. Les Laughing Clowns, produit une esthétique sheets of sound (en) free jazz similaire à celle de Sun Ra, Pharoah Sanders, et John Coltrane. Les premiers projets punk d'Ollie Olsen s'inspirent également du free jazz, en particulier d'Ornette Coleman. The Birthday Party incorporent des éléments jazz variés au début des années 1980 ; leurs chansons extraites de l'album Junkyard sont catégorisées dans les genres no-wave, free-jazz, et punk. Les groupes australiens sont catégorisés dans le genre « desert jazz ».
Le groupe anarcho-punk néerlandais the Ex incorpore également des éléments de free jazz, en particulier de musique improvisée européenne, et collabore par la suite avec Han Bennink. La chanteuse greco-américaine Diamanda Galás s'approche aussi de la tradition jazz thématiquement et stylistiquement transgressive. Son album The Singer est un exemple prototypique de jazz punk mélangé à des morceaux de chant et de piano. Le bassiste de Nick Cave and the Bad Seeds Barry Adamson a enregistré l'album Moss Side Story, qui inclut également une perspective punk et noise rock mélangée à du jazz orchestral.
Le free jazz influence significativement la scène post-hardcore américaine au début des années 1990. Drive Like Jehu pousse plus loin les solos atonaux de Black Flag avec leur double attaque de guitare.

### Années 2000–2010
Yakuza de Chicago est comparable à Candiria, combinant le heavy metal avec le free jazz et le psychédélisme. Bien que le groupe italien Ephel Duath ait été crédité de la recréation involontaire du jazzcore sur ses albums The Painter's Palette (2003) et Pain Necessary to Know (2005), le groupe s'en éloigne pour poursuivre une forme plus ésotérique de rock progressif similaire à la musique de Frank Zappa. Midori fait des vagues au Japon au milieu des années 2000 pour son mélange implacable et chaotique de punk hardcore et de jazz dissonant avant de se dissoudre à la fin de l'année 2010.
Parmi les autres groupes de punk jazz, citons Gutbucket et King Krule.

## Jazzcore
Quelques groupes de jazz punk sont catégorisés jazzcore comme Zu, Pain Killer, Ephel Duath (à leurs débuts) et autres. Le genre mélange jazz et punk hardcore ou parfois le metalcore.